# ケニー・カニンガム
ケニー・カニンガム（Kenneth Edward Cunningham、1971年6月28日 - ）は、アイルランドの元サッカー選手。元アイルランド代表。ポジションはディフェンダー。

## 経歴
1996年にアイルランド代表デビュー。2002 FIFAワールドカップのメンバーにも選ばれ、2試合に出場した。2005年までに72試合に出場した。

## 代表歴

### 出場大会
- アイルランド代表
  - 2002 FIFAワールドカップ

### 試合数
- 国際Aマッチ 72試合 0得点（1996年-2005年）[1]

| アイルランド代表 | 国際Aマッチ | 国際Aマッチ |
| 年               | 出場        | 得点        |
| ---------------- | ----------- | ----------- |
| 1996             | 7           | 0           |
| 1997             | 8           | 0           |
| 1998             | 4           | 0           |
| 1999             | 10          | 0           |
| 2000             | 2           | 0           |
| 2001             | 3           | 0           |
| 2002             | 10          | 0           |
| 2003             | 7           | 0           |
| 2004             | 12          | 0           |
| 2005             | 9           | 0           |
| 通算             | 72          | 0           |